# Prader-Willijev sindrom
Prader-Willijev sindrom (okrajšano PWS) je redka genetska bolezen, ki nastane že ob spočetju, saj je vzrok odlom delca 15. kromosoma. Leta 1956 so jo opisali Andrea Prader, Heinrich Willi, Alexis Labhart, Andrew Ziegler in Guido Fancini.
Letno zboli eden na 12.000-15.000 živorojenih otrok.
Prvi znak, opazen že ob rojstvu, je oslabelo in ohlapno mišičevje, kasneje pa se bolezen odraža v slabem apetitu in počasnejši rasti v zgodnjem otroštvu. Okrog 12-18 meseca pa se začne hiperfagija, ki je sploh ne moremo nadzirati, le-ta pa povzroči prekomerno naraščanje teže (teža bolnikov pogosto presega 100 kilogramov). Poleg tega se bolezen odraža še v čustveni nestabilnosti, slabših motoričnih sposobnostih, obraznih značilnostih (mandljaste oči, tanka zgornja ustnica, navzdol obrnjeni ustni kotički) in skeletnih značilnostih (skolioza, osteopenija). So nižje rasti, njihove dlani in stopala so majhna, prav tako pa je moten njihov spolni razvoj.
Bolezen potrdimo z genskimi testi in jo tudi zdravimo, a ni ozdravljiva. Če sindrom odkrijemo zgodaj, lahko preprečimo, da se otrok prekomerno zredi že s primerno dieto in veliko gibanja. Poznamo tudi terapije z rastnim hormonom. Liposukcija in zmanjšanje želodca z operacijo pa se nista izkazali za učinkoviti metodi zdravljenja.
Ljudje s Prader-Willijevim sindromom zaradi umske zaostalosti ne morejo skrbeti sami zase. Največkrat so v oskrbi staršev ali pa v domovih za ljudi s posebnimi potrebami, obiskujejo lahko le posebne šole in opravljajo nezahtevna dela.